# Museo civico del Risorgimento Luigi Musini
(Marc Bloch, Apologia della storia, Introduzione)
Il Museo Civico del Risorgimento Luigi Musini è uno spazio espositivo sul risorgimento italiano e sulla resistenza antifascista, ospitato dal 1989 all'interno dell'ex palazzo delle Orsoline a Fidenza, in provincia di Parma.

## Storia
Il Museo nacque nel 1984 e intitolato al bussetano Luigi Musini, che fu garibaldino e deputato del Regno d'Italia, eletto per i socialisti nel collegio di Fidenza.
Precedentemente allestito nel Palazzo Porcellini, il museo ebbe come base di partenza, per il materiale esposto, la collezione donata al Comune di Fidenza da Nullo Musini, figlio di Luigi Musini, a cui si unirono cimeli donati da altri cittadini.

## Le esposizioni
Il museo si articola in nove sezioni:
1. Napoleone e Maria Luigia, dal 1802 al 1847;
2. I Borboni, dal 1847 al 1859;
3. I Fidentini nel Risorgimento,
4. Giuseppe Garibaldi, dal 1848 al 1870;
5. Giuseppe Verdi, dal 1853 al 1901;
6. Luigi Musini, dal 1859 al 1915;
7. Dall'Unificazione a Sarajevo, dal 1862  al 1914;
8. Dal 24 maggio 1915 alla guerra di Spagna, 1936;
9. La seconda guerra mondiale e la Resistenza, dal 1940 al 1946.

L'ordinamento del percorso museale obbedisce sia ad un criterio cronologico che tematico, oltre allo svolgimento temporale delle vicende fidentine e nazionali dall'epoca napoleonica alla Resistenza, approfondisce temi monografici su personaggi come Garibaldi, Verdi e Musini.
Il materiale esposto è composto da: bandi, cimeli bellici (bandiere, uniformi e alcune armi), fotografie, incisioni, lettere, litografie, manifesti, stampe, statue e una rara copia dell'album fotografico dei Mille.